# Fougeré, Vendée

Fougeré este o comună în departamentul Vendée, Franța. În 2009 avea o populație de 1,001 de locuitori.